# William P. Frye
William Pierce Frye, född 2 september 1830 i Lewiston, Maine, död 8 augusti 1911 i Lewiston, Maine, var en amerikansk republikansk politiker. Han representerade delstaten Maine i båda kamrarna av USA:s kongress, först i representanthuset 1871–1881 och sedan i senaten från 1881 fram till sin död. Han var tillförordnad talman i senaten, president pro tempore of the United States Senate, 1896–1911.
Frye utexaminerades 1850 från Bowdoin College. Han studerade sedan juridik och inledde 1853 sin karriär som advokat i Maine. Han var borgmästare i Lewiston 1866–1867 och delstatens justitieminister (Maine Attorney General) 1867–1869.
Frye efterträdde 1871 Samuel P. Morrill som kongressledamot. Han efterträdde sedan 1881 James Blaine som senator för Maine. Senator Frye avled 1911 i ämbetet och gravsattes på Riverside Cemetery i Lewiston. Fryes hus i Lewiston upptogs 1976 i National Register of Historic Places.